# Azjatyckie telewizje publiczne
Lista telewizji publicznych w Azji:
- Afganistan – Radio Television Afghanistan
- Bahrajn – Bahrain Radio and Television Corporation (BRTC)
- Bangladesz – Bangladesh Television (BTV)
- Bhutan – Bhutan Broadcasting Service (BBS)
- Chiny
  - China Central Television (CCTV)
  - Hongkong – Radio Television Hong Kong (RTHK)
  - Tajwan (Republika Chińska) – Taiwan Broadcasting System (TBS)
- Filipiny – National Broadcasting Network (NBN)
- Indie – Doordarshan (Prasar Bharati)
- Indonezja – Televisi Republik Indonesia (TVRI)
- Japonia – Nippon Hōsō Kyōkai (NHK)
- Korea Południowa
  - Educational Broadcasting System (EBS)
  - Korean Broadcasting System (KBS)
  - Munhwa Broadcasting Corporation (MBC)
  - Seoul Broadcasting System (SBS)
- Malediwy – Television Maldives (TVM)
- Malezja – Radio Televisyen Malaysia (RTM)
- Nepal – Nepal Television (NTV)
- Pakistan – Pakistan Television Corporation (PTV)
- Rosja – Wsierossijskaja gosudarstwiennaja telewizionnaja i radiowieszczatielnaja kompanija (WGTRK)
- Sri Lanka
  - Sri Lanka Rupavahini Corporation (SLRC)
  - Independent Television Network (ITN Ltd)
- Tajlandia – Thai Public Broadcasting Service (Thai PBS)
- Wietnam – Vietnam Television (VTV)